# 港町 (臺北市)
港町為臺灣日治時期臺北市之行政區，共分一～四丁目，位於大稻埕永樂町之西，因町內之大稻埕港埠而得名，是當時大稻埕地區最主要的茶業製造加工中心，不過水利已淤積盡失。戰後劃入延平區，今臺北市大同區環河北路、貴德街一帶。

## 町內設施
- 大稻埕碼頭
- 中國領事館（一丁目）
- 錦記茶行（陳天來故居，三丁目）